# مامولگام
مامولگام (به انگلیسی: Mummulgum) یک شهرک در استرالیا است که در نیو ساوت ولز واقع شده‌است.